# Ernst Kredel jun.
Ernst Kredel jun. (* 11. Januar 1893 in Schmersau; † 1985) war ein deutscher Offizier und Schriftsteller.

## Leben
Kredel, Sohn des Schullehrers und Mundartschriftstellers Ernst Kredel sen., trat nach dem Abitur 1914 am Gymnasium Salzwedel zunächst als Fahnenjunker beim 4. Magdeburgischen Infanterie-Regiment Nr. 67 ein, kam während des Ersten Weltkriegs 1917 als Leutnant zur Fliegertruppe (erst als Beobachter, später als Flugzeugführer) und kämpfte bis 1920 als Oberleutnant und Staffelführer im Fliegerkampfgeschwader Sachsenberg im Baltikum gegen die Rote Armee.
Er studierte Volkswirtschaft, Geschichte und Philosophie in Königsberg und promovierte in Berlin zum Dr. phil.
1924 begann er bei der Junkers AG in Dessau. Nach der Fusion der Gesellschaft mit der Deutschen Aero Lloyd AG zur Deutschen Lufthansa arbeitete Kredel als deren erster Presseabteilungsleiter. 1929 übernahm er die Verwaltungsleitung der Deutschen Verkehrsflug AG in Fürth.
Im Zweiten Weltkrieg war er als Oberstleutnant in Stabsstellungen tätig.
Kredel schrieb Publikationen zur Luftfahrtgeschichte, luftfahrts- und wehrpolitische Aufsätze und Interviews über Persönlichkeiten der Luftfahrt.

## Schriften (Auswahl)
- Die deutsche Handelsluftfahrt. Was sie ist - und was sie uns sein kann! Adolf Sponholtz Verlag, Hannover 1929
- Deutsche Verkehrsflug Aktiengesellschaft Nürnberg-Fürth. (Reihe: Musterbetriebe Deutscher Wirtschaft., Band 29: Der deutsche Luftverkehr) Organisation Verlagsgesellschaft, Berlin 1931
- Der deutsche Luftverkehr. - In: Luftfahrt ist not!, hrsg. von Ernst Jünger unter dem Protektorat des Deutschen Luftfahrtverbandes e. V., Vaterländischer Buchvertrieb Thankmar Rudolph, Leipzig, 2. Aufl. 1933
- Flughafen Bremen. Ein hanseatischer Beitrag zur Luftfahrtgeschichte. Bargmann, Bremen o. J. (ca. 1958)